# مقاطعة كادو (لويزيانا)
مقاطعة كادو (بالإنجليزية: Caddo Parish, Louisiana)‏ هي إحدى مقاطعات ولاية لويزيانا في الولايات المتحدة. تأسست سنة 1838، وتبلغ مساحتها 2427 كم2، بلغ عدد سكانها 257051 نسمة في عام 2010 حسب إحصاء مكتب تعداد الولايات المتحدة وتصل الكثافة السكانية فيها 110 نسمة/كم2.

## تاريخ
في عام 1838, تم ازالة مقاطعه كادو من مقاطعة نتشتوشس وقامت السلطة التشريعية باعلان أن مقاطعة كادو هي بالاصل الأرض للسكان الهنود الاصليين المسميين بقبيلة الكاددو.

## أعلام
- سوندرز كينغ
- جيري كينيدي
- تيدي غارسيا

## وصلات خارجية
- http://www.caddo.org
- United States Counties